# Sa'id ibn 'Amr al-Harashi
Sa'id ibn 'Amr al-Harashi (in arabo سعيد بن عمرو بن الأسود بن مالك بن كعب الحرشي‎?, Saʿīd b. ʿAmr b. al-Aswad b. Mālik b. Kaʿb al-Ḥarashī; Qinnasrin, ... – dopo il 735) è stato un Wālī  di Baṣra, Khorasan, Armenia e Azerbaigian.
Qaysita di Qinnasrin, viene ricordato per la prima volta come collaboratore al seguito del grande generale omayyade Maslama ibn ʿAbd al-Malik, inviato nel 720 in Iraq dal fratello Califfo Yazid II per stroncare la rivolta di Yazīd b. al-Muhallab. 

'Umar ibn Hubayra, nominato al termine delle operazioni governatore dell'Iraq, lo destinò a sua volta alla guida del governatorato di Baṣra e, poco dopo del Khorasan, in cui egli agì tra il 722 e il 723.
In veste di Wālī del Khorasan, Saʿīd b. ʿAmr stroncò brutalmente la rivolta delle popolazioni sogdiani, sconfiggendoli vicino Samarcanda e conquistando poi l'importante città di Khujand, ponendo in tal modo di nuovo sotto il controllo omayyade la Transoxiana, con l'eccezione della Valle del Ferghana.
A lui succedette Muslim b. Saʿīd al-Kilābī.
Dopo la sua rimozione, Saʿīd b. ʿAmr tornò in Siria. Riapparve nel dicembre del 730,quando fu convocato nella residenza califfale della Rusafa dal Califfo Hishām b. ʿAbd al-Malik, grandemente preoccupato dalla formidabile avanzata delle popolazioni turche dei Cazari, seguita alla loro vittoria nella battaglia di Marj Ardabil. Hishām gli assegnò un numero non particolarmente alto di soldati, cercando di consolarlo affidandogli una lancia che egli affermava essere stata presente nella battaglia di Badr, perché la usasse come propiziatorio vessillo, oltre a 100.000 dirham d'argento per reclutare uomini nella Jazira.  Sebbene fosse costretto ad assegnare il vistoso soldo di 10 dinar aurei per ogni soldato nuovo, il numero di coloro che riuscì ad arruolare fu modesto, ma con essi riuscì a riprendere il controllo di Akhlat sul Lago Van. Da qui si diresse verso settentrione, su Bərdə e a sud per far togliere l'assedio sotto Warthan. Presso Bajarwan, Saʿīd inflisse una chiara disfatta all'esercito forte di 10.000 uomini del figlio del Khaqān cazaro nella battaglia di Bajarwan. I Cazari sopravvissuti fuggirono verso nord, con Saʿīd alle loro calcagna. Malgrado tale successo egli fu però rimosso dal comando ai primi del 731 e persino incarcerato per qualche tempo a Qabala, forse per l'ostilità che provava nei suoi confronti Maslama ibn ʿAbd al-Malik, che il fratello Hishām aveva da poco nominato governatore dell'Armenia e Azerbaigian (identificate col termine Arminiya) e incaricato di assumere il comando per le operazioni contro i Cazari.
Nella primavera del 733, tuttavia, Saʿīd b. ʿAmr fu riabilitato e nominato a sua volta governatore dell'Armenia e dell'Azerbaigian, a seguito del miglioramento della situazione realizzato da Maslama dopo essere tornato alla guida del governatorato (che aveva precedentemente lasciato ad al-Jarrāḥ b. ʿAbd Allāh al-Ḥakamī). 

Il quadro migliorò stabilmente comunque solo quando la situazione militare fu gestita dal non meno capace generale omayyade Marwān b. Muḥammad b. Marwān (poi califfo col nome di Marwān II).
Saʿīd b. ʿAmr fu costretto a rimanere sulla difensiva, probabilmente a causa della debolezza delle sue truppe, esauste dopo il gravoso e duro impegno sostenuto contro i Cazari.
Diventato cieco, Saʿīd b. ʿAmr fu costretto a lasciare l'incarico, forse ai primi del 735.